# Limnonectes dabanus
Limnonectes dabanus és una espècie de granota que viu al Vietnam.